# Asplenium paucidens
Asplenium paucidens är en svartbräkenväxtart som beskrevs av Cornelis Rugier Willem Karel van Alderwerelt van Rosenburgh. Asplenium paucidens ingår i släktet Asplenium och familjen Aspleniaceae. Inga underarter finns listade.